# Hymie Shertzer
Herman „Hymie“ Shertzer, auch Hymie Schertzer, (* 2. April 1909 in New York City; † 22. März 1977) war ein US-amerikanischer Altsaxophonist des Swing, bekannt für seine Zeit bei Benny Goodman.

## Leben
Shertzer lernte mit 9 Jahren Violine und mit 16 Jahren Saxophon zu spielen. 1934 bis 1938 spielte er bei Benny Goodman, der ihn anfangs nur holte, weil er auch Geige spielte. Auch beim Carnegie Hall Concert war er dabei. Er war dann ein Jahr bei Tommy Dorsey, wieder ab 1939 bei Goodman bis 1940, dann wieder bei Dorsey und 1943/44 wieder bei Goodman. Danach wurde er Studiomusiker bei NBC in New York City. Im Soundtrack des Films der Benny Goodman Story (1955) spielte er nochmals mit.
Neben Aufnahmen bei Goodman nahm er Ende der 1930er Jahre mit Billie Holiday / Teddy Wilson und mit Lionel Hampton auf. Er nahm auch unter eigenem Namen auf. Bei Goodman selbst wurde er nicht als Solist präsentiert (das blieb auf dem Altsaxophon Dave Matthews vorbehalten).